# Cyperaceae
Famille
Classification APG III (2009)
Les Cyperaceae (Cypéracées) sont une famille botanique de plantes de l'ordre classique des Cyperales. Cependant en classification phylogénétique APG II (2003) et en classification phylogénétique APG III (2009) cet ordre n'existe pas et ces familles sont placées dans l'ordre des Poales, regroupant notamment les carex (ou laîches) et les linaigrettes.
Ce sont des plantes monocotylédones, herbacées, en touffe, souvent vivaces, aux feuilles comme celles des joncs ou en gouttière, à l'inflorescence parfois unisexuée (épis males et femelles séparés) ; leur tige est fréquemment de section triangulaire.
Le fruit est un akène.
Cette famille comprend 5 000 espèces réparties en plus d'une centaine de genres répandus à travers le monde.
L'espèce Cyperus papyrus a jadis été cultivée dans l'Égypte ancienne pour sa moelle utilisée pour confectionner des supports d'écriture : les papyrus.

## Étymologie
Le nom vient du genre Cyperus forme latinisée du nom grec du souchet comestible κύπερος / kyperos. 

## Liste des genres

### SelonWorld Checklist of Selected Plant Families(WCSP)(20 avr. 2010)[4]
- genre Actinoschoenus  Benth. (1881)
- genre Actinoscirpus  (Ohwi) R.W.Haines & Lye (1971)
- genre Afrotrilepis  (Gilg) J.Raynal (1963)
- genre Alinula  J.Raynal, Adansonia, n.s. (1977)
- genre Amphiscirpus  Oteng-Yeb. (1974)
- genre Androtrichum  (Brongn.) Brongn. (1834)
- genre Arthrostylis  R.Br. (1810)
- genre Ascolepis  Nees ex Steud. (1855)
- genre Becquerelia  Brongn. (1833)
- genre Bisboeckelera  Kuntze (1891)
- genre Blysmus  Panz. ex Schult. (1824)
- genre × Bolboschoenoplectus  Tatanov (2007)
- genre Bolboschoenus  (Asch.) Palla (1905)
- genre Bulbostylis  Kunth (1837)
- genre Calyptrocarya  Nees (1834)
- genre Capeobolus  Browning (1999)
- genre Capitularina  J.Kern (1974)
- genre Carex  L. (1753)

### SelonNCBI(20 avr. 2010)[5]
- genre Abildgaardia
- genre Actinoschoenus
- genre Actinoscirpus
- genre Alinula
- genre Amphiscirpus
- genre Androtrichum
- genre Arthrostylis
- genre Ascolepis
- genre Baumea
- genre Becquerelia
- genre Blysmus
- genre Bolboschoenus
- genre Bulbostylis
- genre Calyptrocarya
- genre Capeobolus
- genre Capitularina
- genre Carex
- genre Carpha
- genre Caustis
- genre Chillania
- genre Chorizandra
- genre Chrysitrix
- genre Cladium
- genre Coleochloa
- genre Costularia
- genre Courtoisina
- genre Crosslandia
- genre Cyathochaeta
- genre Cyathocoma
- genre Cymophyllus
- genre Cyperus
- genre Desmoschoenus
- genre Didymiandrum
- genre Diplacrum
- genre Diplasia
- genre Dulichium
- genre Eleocharis
- genre Epischoenus
- genre Eriophorum
- genre Evandra
- genre Exocarya
- genre Exochogyne
- genre Ficinia
- genre Fimbristylis
- genre Fuirena
- genre Gahnia
- genre Gymnoschoenus
- genre Hellmuthia
- genre Hypolytrum
- genre Isolepis
- genre Khaosokia
- genre Kobresia
- genre Kyllinga
- genre Kyllingiella
- genre Lagenocarpus
- genre Lepidosperma
- genre Lepironia
- genre Lipocarpha
- genre Machaerina
- genre Mapania
- genre Mesomelaena
- genre Microdracoides
- genre Morelotia
- genre Neesenbeckia
- genre Nemum
- genre Oreobolopsis
- genre Oreobolus
- genre Oxycaryum
- genre Phylloscirpus
- genre Pleurostachys
- genre Ptilothrix
- genre Pycreus
- genre Queenslandiella
- genre Remirea
- genre Rhynchospora
- genre Schoenoides
- genre Schoenoplectiella
- genre Schoenoplectus
- genre Schoenoxiphium
- genre Schoenus
- genre Scirpodendron
- genre Scirpoides
- genre Scirpus
- genre Scleria
- genre Sphaerocyperus
- genre Tetraria
- genre Trachystylis
- genre Trianoptiles
- genre Trichophorum
- genre Tricostularia
- genre Trilepis
- genre Uncinia
- genre Vesicarex
- genre Volkiella
- genre Websteria
- genre Zameioscirpus

### SelonAngiosperm Phylogeny Website(21 mai 2010)[6]
- genre Actinoschoenus Benth.
- genre Actinoscirpus (Ohwi) R.W.Haines & Lye
- genre Afrotrilepis (Gilly) J.Raynal
- genre Alinula J.Raynal
- genre Amphiscirpus Oteng-Yeb.
- genre Androtrichum (Brongn.) Brongn.
- genre Arthrostylis R.Br.
- genre Ascolepis Nees ex Steud.
- genre Becquerelia Brongn.
- genre Bisboeckelera Kuntze
- genre Blysmus Panz. ex Schult.
- genre Bolboschoenus (Asch.) Palla
- genre Bulbostylis Kunth
- genre Calyptrocarya Nees
- genre Capitularina Kern
- genre Carex L.
- genre Carpha Banks & Sol. ex R.Br.
- genre Caustis R.Br.
- genre Cephalocarpus Nees
- genre Chillania Roiv.
- genre Chorizandra R.Br.
- genre Chrysitrix L.
- genre Cladium P.Browne
- genre Coleochloa Gilly
- genre Costularia C.B.Clarke
- genre Courtoisina Sojak
- genre Crosslandia W.Fitzg.
- genre Cyathochaeta Nees
- genre Cymophyllus Mack. ex Britton & A.Br.
- genre Cyperus L.
- genre Desmoschoenus Hook.f.
- genre Didymiandrum Gilly
- genre Diplacrum R.Br.
- genre Diplasia Pers.
- genre Dulichium Pers.
- genre Egleria G.Eiten
- genre Eleocharis R.Br.
- genre Epischoenus C.B.Clarke
- genre Eriophorum L.
- genre Evandra R.Br.
- genre Everardia Ridl.
- genre Exocarya Benth.
- genre Exochogyne C.B.Clarke
- genre Ficinia Schrad.
- genre Fimbristylis Vahl
- genre Fuirena Rottb.
- genre Gahnia J.R.Forst. & G.Forst.
- genre Gymnoschoenus Nees
- genre Hellmuthia Steud.
- genre Hypolytrum Rich. ex Pers.
- genre Isolepis R.Br.
- genre Kobresia Willd.
- genre Koyamaea W.W.Thomas & Davidse
- genre Kyllinga Rottb.
- genre Kyllingiella R.W.Haines & Lye
- genre Lagenocarpus Nees
- genre Lepidosperma Labill.
- genre Lepironia Rich.
- genre Lipocarpha R.Br.
- genre Machaerina Vahl
- genre Mapania Aubl.
- genre Mapaniopsis C.B.Clarke
- genre Mesomelaena Nees
- genre Microdracoides Hua
- genre Morelotia Gaudich.
- genre Neesenbeckia Levyns
- genre Nelmesia Van der Veken
- genre Nemum Desv.
- genre Oreobolopsis Koyama & Guagl.
- genre Oreobolus R.Br.
- genre Oxycaryum Nees
- genre Paramapania Uittien
- genre Phylloscirpus C.B.Clarke
- genre Pleurostachys Brongn.
- genre Principina Uittien
- genre Pseudoschoenus (C.B.Clarke) Oteng-Yeb.
- genre Ptilanthelium Steud.
- genre Pycreus P.Beauv.
- genre Queenslandiella Domin
- genre Reedia F.Muell.
- genre Remirea Aubl.
- genre Rhynchocladium T.Koyama
- genre Rhynchospora Vahl
- genre Schoenoplectus (Rchb.) Palla
- genre Schoenoxiphium Nees
- genre Schoenus L.
- genre Scirpodendron Zipp. ex Kurz
- genre Scirpoides Seg.
- genre Scirpus L.
- genre Scleria Bergius
- genre Sphaerocyperus Lye
- genre Sumatroscirpus Oteng-Yeb.
- genre Tetraria P.Beauv.
- genre Trachystylis S.T.Blake
- genre Trianoptiles Fenzl ex Endl.
- genre Trichophorum Pers.
- genre Trichoschoenus J.Raynal
- genre Tricostularia Nees ex Lehm.
- genre Trilepis Nees
- genre Uncinia Pers.
- genre Volkiella Merxm. & Czech
- genre Websteria S.H.Wright

### SelonDELTA Angio(2 juillet 2017)[7]
- genre Abildgaardia
- genre Acriulus
- genre Actinoschoenus
- genre Afrotrilepis
- genre Alinula
- genre Androtrichum
- genre Anosporum
- genre Arthrostylis
- genre Ascolepis
- genre Ascopholis
- genre Baeothryon
- genre Baumea
- genre Becquerelia
- genre Bisboeckelera
- genre Blysmopsis
- genre Blysmus
- genre Bolboschoenus
- genre Bulbostylis
- genre Calyptrocarya
- genre Capitularina
- genre Carex
- genre Carpha
- genre Caustis
- genre Cephalocarpus
- genre Chorizandra
- genre Chrysitrix
- genre Cladium
- genre Coleochloa
- genre Costularia
- genre Courtoisina
- genre Crosslandia
- genre Cyathochaeta
- genre Cyathocoma
- genre Cymophyllus
- genre Cyperus
- genre Desmoschoenus
- genre Didymiandrum
- genre Diplacrum
- genre Diplasia
- genre Dulichium
- genre Egleria
- genre Eleocharis
- genre Eleogiton
- genre Epischoenus
- genre Eriophoropsis
- genre Eriophorum
- genre Erioscirpus
- genre Evandra
- genre Everardia
- genre Exocarya
- genre Exochogyne
- genre Ficinia
- genre Fimbristylis
- genre Fuirena
- genre Gahnia
- genre Gymnoschoenus
- genre Hellmuthia
- genre Hemicarpha
- genre Hymenochaeta
- genre Hypolytrum
- genre Isolepis
- genre Kobresia
- genre Kyllinga
- genre Kyllingiella
- genre Lagenocarpus
- genre Lepidosperma
- genre Lepironia
- genre Lipocarpha
- genre Lophoschoenus
- genre Machaerina
- genre Mapania
- genre Mapaniopsis
- genre Mariscus
- genre Mesomelaena
- genre Microdracoides
- genre Micropapyrus
- genre Monandrus
- genre Morelotia
- genre Neesenbeckia
- genre Nelmesia
- genre Nemum
- genre Oreobolopsis
- genre Oreobolus
- genre Oxycaryum
- genre Paramapania
- genre Phylloscirpus
- genre Pleurostachys
- genre Principina
- genre Pseudoschoenus
- genre Ptilanthelium
- genre Pycreus
- genre Queenslandiella
- genre Reedia
- genre Remirea
- genre Rhynchocladium
- genre Rhynchospora
- genre Rikliella
- genre Schoenoides
- genre Schoenoplectus
- genre Schoenoxiphium
- genre Schoenus
- genre Scirpodendron
- genre Scirpoides
- genre Scirpus
- genre Scleria
- genre Sphaerocyperus
- genre Sumatroscirpus
- genre Syntrinema
- genre Tetraria
- genre Tetrariopsis
- genre Thoracostachyum
- genre Torulinium
- genre Trachystylis
- genre Trianoptiles
- genre Trichoschoenus
- genre Tricostularia
- genre Trilepis
- genre Tylocarya
- genre Uncinia
- genre Vesicarex
- genre Volkiella
- genre Websteria

### SelonITIS(2 juillet 2017)[8]
- genre Abildgaardia Vahl
- genre Amphiscirpus Oteng-Yeb.
- genre Blysmopsis Oteng-Yeb.
- genre Blysmus Panz. ex Schult.
- genre Bolboschoenus (Asch.) Palla
- genre Bulbostylis Kunth
- genre Carex L.
- genre Cladium P. Browne
- genre Cymophyllus Mack.
- genre Cyperus L.
- genre Diplacrum R. Br.
- genre Dulichium Pers.
- genre Eleocharis R. Br.
- genre Eriophorum L.
- genre Fimbristylis Vahl
- genre Fuirena Rottb.
- genre Gahnia J.R. Forst. & G. Forst.
- genre Hypolytrum Pers.
- genre Isolepis R. Br.
- genre Kobresia Willd.
- genre Kyllinga Rottb.
- genre Lagenocarpus Nees
- genre Lepironia Pers.
- genre Lipocarpha R. Br.
- genre Machaerina Vahl
- genre Mapania Aubl.
- genre Morelotia Gaudich.
- genre Oreobolus R. Br.
- genre Oxycaryum Nees
- genre Paramapania Uittien
- genre Pycreus P. Beauv.
- genre Remirea Aubl.
- genre Rhynchospora Vahl
- genre Schoenoplectus (Rchb.) Palla
- genre Schoenus L.
- genre Scirpodendron Zipp. ex Kurz
- genre Scirpoides Ség.
- genre Scirpus L.
- genre Scleria P.J. Bergius
- genre Trichophorum Pers.
- genre Uncinia Pers.
- genre Websteria S.H. Wright